# علي بن حليمة
علي بن حليمة (ولد في 21 جانفي 1962 بوهران) وهو لاعب كرة قدم جزائري.

## الإنجازات

### مع النوادي
- - نائب بطل كأس إفريقيا للأندية البطلة: 1989, مع مولودية وهران
  - بطل رابطة أديلانتي: 1993 مع نادي لاردة

### مع منتخب الجزائر
- - كأس الأمم الأفريقية لكرة القدم 1990
  - كأس الأمم الأفرو آسيوية 1991

## وصلات خارجية
- علي بن حليمة على موقع قاعدة بيانات كرة القدم.إي يو (الإنجليزية)
- علي بن حليمة على موقع ناشيونال فوتبول تيمز (الإنجليزية)
- علي بن حليمة على موقع عالم كرة القدم.نت (الإنجليزية)

- Ali Benhalima file - footballdatabase.eu